# Catherine Bell
Catherine Lisa Bell (født 14. august 1968 i London) er en britisk født amerikansk skuespillerinde, som indtil for nylig var medspiller i den populære tv-serie Interne Affærer. Bell er medlem af scientology.

## Biografi
Bell er datter af en britisk far af skotsk afstamning og en persisk mor. Da hun var 3 år gammel, blev hendes forældre skilt, og hun flyttede med sin mor til Los Angeles, Californien. Hun fik som 12-årig amerikansk statsborgerskab. Hun medvirkede i forskellige fjernsynsreklamer som barn. Hun gik på University of California, Los Angeles, for at blive biomedicinsk ingeniør eller læge, men droppede ud for at blive model. En af hendes første modeljobs var en udvidet opgave i Japan.
Hendes første optræden på film var som stand-in for Isabella Rossellini i Døden Klæ’r hende (Death Becomes Her) (1992). I 2003 spillede Bell en birolle i komedien Bruce den Almægtige’ (Bruce Almighty), som havde Jim Carrey i hovedrollen. Indtil 29. april 2005 medvirkede Bell også i tv-serien Interne Affærer, som Oberstløjtnant Sarah McKenzie.
Bell taler flydende persisk. Bell er gift med Adam Beason og har en datter, Gemma, som blev født 16. april 2003. Bell har overlevet skjoldbruskkræft, fik sin skjoldbrusk fjernet i sine tyvere og har derfor et kirurgisk ar i nakken.
Bell er berømt i NFL's historie som den eneste person, der i en større publikation har forudsagt deltagerne i, vinderen af, og den endelige score i en Super Bowl, før den regulære sæson. Før 2001-sæsonen begyndte reporterede ”The Sporting News”, at Bell havde forudsagt at resultatet af Super Bowl XXXVI ville blive: New England Patriots 20, St. Louis Rams 17.